# タチエス
株式会社タチエス（旧社名：立川スプリング、Tachi-S Co., Ltd. ）は、東京都青梅市に本社を置く自動車用シートなど製造する企業。かつては日産グループの一員だった。取引先は日産以外にも日野自動車（トラック・バス用）など多岐にわたる。

## 沿革
- 1949年（昭和24年）7月 - 創業者 齊藤信義が東京都立川市に立川スプリング製作所を個人企業として設立[4]。
- 1954年（昭和29年）4月 - 組織変更を行い立川スプリング株式会社を設立[3]。
- 1959年（昭和34年）9月 - 本社及び工場を東京都昭島市に移転[3]。
- 1969年（昭和44年）4月 - 東京都青梅市に青梅工場を開設[3]。
- 1973年（昭和48年）3月 - 日産自動車株式会社、日野自動車株式会社、三菱自動車工業株式会社が資本参加[3]。
- 1986年（昭和61年）
  - 4月 - 株式会社タチエスに商号を変更[3]。
  - 12月 - 東京証券取引所市場第二部に株式を上場[3]。
- 1989年（平成元年）1月 - 冨士高工業株式会社を子会社化[3]。
- 1999年（平成11年）8月 - 日産自動車からの資本参加を解消[3]。
- 2002年（平成14年）
  - 6月 - 本社工場（昭島市）を閉鎖[3]。
  - 12月 - 三菱自動車工業株式会社からの資本参加を解消[3]。
- 2003年（平成15年）3月 - 東京証券取引所市場第一部に指定替え[3]。
- 2006年（平成18年）11月 - 河西工業株式会社と業務提携[3]。
- 2007年（平成19年）5月 - 株式会社Nui Tec Corporationは、立川工業株式会社及び冨士高工業株式会社を吸収合併。
- 2008年（平成20年）
  - 5月 - 東京都青梅市にアドバンスト・テクノロジー・センターを開設。
  - 6月 - 中国湖北省武漢市に合弁会社 武漢泰極江森汽車座椅有限公司（現 武漢泰極安道拓汽車座椅有限公司）を設立。
- 2010年（平成22年）4月 - タイ バンコク都に合弁会社 TACLE Seating Thailand Co., Ltd.（現・TACHI-S Automotive Seating (Thailand) Co., Ltd.）を設立。Johnson Controls, Inc.（現・Adient, Inc.）と業務提携。
- 2011年（平成23年）
  - 3月 - 中国浙江省嘉善県に合弁会社・浙江富昌泰汽車零部件有限公司を設立。
  - 4月 - 中国河南省鄭州市に合弁会社・鄭州東風李爾泰新汽車座椅有限公司を設立。
  - 9月 - タイ バンコク都にTACHI-S (Thailand) Co., Ltd. を設立。インドネシア 西ジャワ州にPT.TACHI-S Indonesiaを設立。
  - 10月 - 中国広東省広州市に泰極愛思（広州）企業管理有限公司（現・泰極愛思（中国）投資有限公司）を設立。
- 2012年（平成24年）
  - 1月 - 中国浙江省嘉善県に浙江泰極愛思汽車部件有限公司を設立。
  - 4月 - 東京都青梅市に技術・モノづくりセンターを開設。
  - 5月 - メキシコ アグアスカリエンテス州にTACHI-S Engineering Latin America, S.A. de C.V.を設立。
  - 8月 - メキシコ アグアスカリエンテス州に Fuji Kiko TACHI-S Mexico, S.A. de C.V.（現・TF-METAL Mexico, S.A. de C.V.）を設立。ブラジル リオデジャネイロ州にTACHI-S Brasil Industria de Assentos Automotivos Ltda.を設立。
  - 9月 - メキシコ グアナファト州にSETEX Automotive Mexico, S.A. de C.V.を設立。
- 2017年（平成29年）1月 - 富士機工よりシート事業を手掛ける株式会社TF-METALを買収。
- 2022年（令和4年）
  - 4月 - 東京証券取引所の市場区分の見直しにより市場第一部からプライム市場へ移行。
  - 12月 - 本社・本店を昭島市から青梅市に移転[1]。

## 事業所
- 本社/技術・モノづくりセンター：東京都青梅市末広町1丁目3-1[5]
- 技術センター愛知/愛知工場：愛知県安城市東栄町柳原125-2
- 武蔵工場：埼玉県入間市狭山ヶ原108-13
- アドバンスト・テクノロジー・センター/青梅工場：東京都青梅市末広町1丁目2
- 栃木工場：栃木県下野市柴262-26
- 平塚工場：神奈川県平塚市長瀞1-3
- 鈴鹿工場：三重県鈴鹿市御薗町鎌田3600-10